# Lorenzo Minotti
Lorenzo Minotti (ur. 8 lutego 1967 w Cesenie) – włoski piłkarz najczęściej występujący na pozycji obrońcy.
W barwach Parmy, Cagliari i Torino rozegrał łącznie 201 spotkań i zdobył 19 bramek w Serie A. 
W latach 1994–1995 w reprezentacji Włoch rozegrał 8 meczów.